# Анто Даковић
Анто Даковић (Грахово, 1823 — Цетиње, 1889) био је старохерцеговачки војвода и сенатор.

## Породица
Отац му је био Граховски кнез Јаков Даковић који је одлучио присајединити Граховско поље Црно Гори, 1834. године. Лазар Томановић пише да је 1885. године на само Ускрсење умро посљедњи син Антов, Перко, у цвијету младости, од кога је остало једно мушко чедо у колијевци.

## Школовање
Основну школу је завршио у Рисну. 

## Војна каријера
Отац му се 1853. бранио шест дана из пећине (Демировића) код њихове куле, с војном дружином, од Омер-паше. На пријевару су их ухапсили и водили у Мостар. Код Клобука су му у току ноћи убили оца, а Анто и остали саборци су завршили у тамници, док Црна Гора није склопила мир с Омер-пашом. Граховљани су откопали његовог оца и сахранили га поред цркве у Грахову.
Због заслуга у борбама вођеним 1852-1853. године, против војске Омер-паше Латаса, књаз Данило одликовао га је високим руским одликовањем. За граховског војводу изабран је 1857. године. Судјеловао је у бици на Граховцу 1858. године и у устаничким борбама 1861−1862. године. У боју у кланцу Дуга, 3. маја 1861. године, посјекао је никшићког јунака Омера Бечића. По завршетку црногорско-османског рата 1862. године, напустио је Црну Гору због неслагања с књазом Николом Петровићем око неких пограничких питања и преселио у Русију, гдје му је руски цар Александар II дао спахилук у Одеској губернији, а његовог сина Јакшу (Јакова), примио у Царску академију. У Црну Гору вратио се 1870. године. У вријеме османско-црногорског рата од 1876−1878. године, био је именован за црногорског бригадира. Судјеловао је у организоврању устанка у Херцеговини 1878. године. Написао је Мемоаре (објављени 1955.), у којима је изнио сјећања о прошлости Грахова и Бањана, као и податке о борбама с османским властима од 1836. до 1878. године. Иако је умро на Цетињу, сахрањен је у Грахову. 